# Кур'янов Антон Олексійович
Антон Олексійович Кур'янов (рос. Антон Алексеевич Курьянов; 11 березня 1983, м. Усть-Каменогорськ, СРСР) — російський хокеїст, центральний нападник. Виступає за «Авангард» (Омськ) у Континентальній хокейній лізі. Заслужений майстер спорту Росії (2009). 
Вихованець хокейної школи «Авангард» (Омськ). Виступав за «Авангард-2» (Омськ), «Зауралля» (Курган), «Авангард» (Омськ), «Сибір» (Новосибірськ), «Трактор» (Челябінськ). 
У чемпіонатах КХЛ — 278 матчів (61+87), у плей-оф — 55 матчів (7+15).
У складі національної збірної Росії провів 56 матчів (6+14), дебют у збірній — 16 грудня 2004; учасник чемпіонату світу 2009 (9 матчів, 3+3).  
Досягнення
- Чемпіон світу (2009)
- Чемпіон Росії (2004), срібний призер (2006, 2012), бронзовий призер (2007)
- Володар Кубка європейських чемпіонів (2005)
- Срібний призер Континентального кубка (2007).

У 2011 році закінчив Вищу школу тренерів Сибірського державного університету фізичної культури і спорту.